# Tovetorp
Tovetorp är en by i Ludgo socken, Nyköpings kommun. Byn är belägen vid Malmasjön, cirka 1 kilometer väster om den större sjön Likstammen. Byns huvudsakliga bebyggelse är Tovetorps zoologiska forskningsstation, Stockholms universitets forskningsstation för ekologi och etologi. På andra sidan Malmasjön ligger Östermalma.
Tovetorps zoologiska forskningsstation invigdes år 1969 och består av ett flertal hus. Det äldsta är en parstuga från 1700-talet och det senast byggda laboratoriet invigdes 2005. Vattenrening görs i biodammar vilka även används för ekologiska studier.